# Primera División de Nicaragua 2014-2015
Primera División de Nicaragua 2014-2015 fue la máxima competición de fútbol de Nicaragua que inició el segundo semestre de 2014 y concluyó al final del primer semestre de 2015 con 10 equipos participantes que jugaron dos Torneos: Apertura 2014 y Clausura 2015. 
El equipo Campeón Nacional es aquel que ganó ambos torneos; o bien, en las fases regulares sumó más puntos, obteniendo de esa manera el cupo directo para disputar la Concacaf Liga Campeones 2015-16.

## Formato
Se divide el año futbolístico en dos torneos: Apertura y Clausura.
Cada torneo tiene tres fases:
- La primera fase o temporada regular: los diez clubes juegan dos partidos contra cada rival. Los cuatro mejores avanzan.

- Las Semifinales son divididas en partidos ida y vuelta, el 1° vs 4° y 2° vs 3°. Los dos mejores avanzan.

- La Final dos partidos entre los dos ganadores de la segunda fase.

Finalmente si un equipo gana los dos torneos será coronado Campeón Nacional
Si hay campeones diferentes el Campeón Nacional se definirá en una final a doble partido denominada "Finalísima".

## Descenso
- Descenso Directo: Último de la tabla global de las temporadas regulares (tras 36 Jornadas).
- Promoción: Doble partido entre el penúltimo de la tabla global de las temporadas regulares y el subcampeón de Segunda División. Ganador juega en Primera división y El perdedor en Segunda División.

## Competencias internacionales
El equipo que en las fases regulares sume más puntos y gane el torneo de Apertura y/o Clausura calificará a la Concacaf Liga Campeones 2015-16

## Equipos
| Equipo                         | Departamento  | Ciudad     | Estadio                        |
| ------------------------------ | ------------- | ---------- | ------------------------------ |
| ART Municipal Jalapa           | Nueva Segovia | Jalapa     | Estadio Alejandro Ramos        |
| Club Deportivo Ocotal          | Nueva Segovia | Ocotal     | Estadio Roy Fernández Bermúdez |
| Club Deportivo Walter Ferretti | Managua       | Managua    | Estadio Nacional               |
| Diriangén Fútbol Club          | Carazo        | Diriamba   | Estadio Cacique Diriangén      |
| Fox Villa                      | Carazo        | San Marcos | Estadio Olímpico San Marcos    |
| Juventus Managua               | Managua       | Managua    | Estadio Nacional               |
| Managua Fútbol Club            | Managua       | Managua    | Estadio Nacional               |
| UNAN Managua                   | Managua       | Managua    | Estadio Nacional               |
| Real Estelí Fútbol Club        | Estelí        | Estelí     | Estadio Independencia          |
| Real Madriz Fútbol Club        | Madriz        | Somoto     | Estadio Solidaridad Somoto     |

## Temporada regular
| Equipo           | Pts | PJ | PG | PE | PP | GF | GC  | Dif |
| ---------------- | --- | -- | -- | -- | -- | -- | --- | --- |
| Walter Ferreti   | 79  | 36 | 23 | 10 | 3  | 63 | 13  | +50 |
| Real Estelí      | 78  | 36 | 23 | 9  | 4  | 82 | 17  | +65 |
| Diriangen FC     | 64  | 36 | 19 | 7  | 10 | 45 | 27  | +18 |
| Municipal Jalapa | 53  | 36 | 13 | 14 | 10 | 46 | 47  | -1  |
| Managua FC       | 50  | 36 | 13 | 11 | 12 | 49 | 38  | +11 |
| Juventus Managua | 49  | 36 | 13 | 10 | 13 | 50 | 73  | -23 |
| Deportivo Ocotal | 47  | 36 | 13 | 8  | 15 | 49 | 56  | -7  |
| Real Madriz      | 39  | 36 | 9  | 12 | 15 | 51 | 59  | -8  |
| UNAN Managua     | 33  | 36 | 8  | 9  | 18 | 40 | 65  | -25 |
| Fox Villa        | 7   | 36 | 1  | 4  | 31 | 23 | 109 | -86 |

### Tabla de Goleadores
Goles Anotados.

| Jugador        | Club              | Anotado |
| -------------- | ----------------- | ------- |
| Marlon Barrios | Real Madriz FC    | 16      |
| Daniel Cadena  | CD Walter Ferreti | 10      |
| Emiro Gómez    | Deportivo Ocotal  | 8       |
| Eulises Pavón  | Diriangén FC      | 8       |

| Juventus         | 5 - 2 | Fox Villa        | Estadio Nacional        | 25 de julio | 20:00 | Canal 6 |
| Walter Ferreti   | 3 - 0 | Real Madriz      | Estadio Nacional        | 26 de julio | 18:00 |         |
| Real Estelí      | 3 - 1 | Deportivo Ocotal | Estadio Independencia   | 26 de julio | 20:00 | Canal 6 |
| Municipal Jalapa | 2 - 0 | Diriangen        | Estadio Alejandro Ramos | 27 de julio | 11:00 |         |
| UNAN Managua     | 1 - 2 | Managua          | Estadio Nacional        | 27 de julio | 15:00 | Canal 6 |

| Real Estelí      | 4 - 1 | Municipal Jalapa | Estadio Independencia          | 1 de agosto | 20:00 | Canal 6 |
| Walter Ferreti   | 2 - 0 | UNAN Managua     | Estadio Nacional               | 2 de agosto | 20:00 | Canal 6 |
| Real Madriz      | 3 - 1 | Diriangén        | Estadio Solidaridad Somoto     | 3 de agosto | 11:00 |         |
| Fox Villa        | 0 - 2 | Managua FC       | Estadio Leonardo García Jara   | 3 de agosto | 15:00 | Canal 6 |
| Deportivo Ocotal | 2 - 2 | Juventus         | Estadio Roy Fernández Bermúdez | 3 de agosto | 15:00 |         |

| Juventus         | 0 - 3 | Walter Ferreti | Estadio Nacional              | 9 de agosto  | 20:00 | Canal 6 |
| UNAN Managua     | 1 - 0 | Fox Villa      | Estadio Nacional              | 10 de agosto | 15:00 | Canal 6 |
| Deportivo Ocotal | 1 - 0 | Diriangén      | Estadio Roy Fernando Bermúdez | 11 de agosto | 15:00 |         |
| Managua          | 1 - 2 | Jalapa         | Estadio Nacional              | 11 de agosto | 15:00 |         |
| Real Madriz      | 0 - 2 | Real Estelí    | Estadio Augusto C. M.         | 11 de agosto | 15:00 | Canal 6 |

#### Final - Ida
| 1     | POR   | Justo Lorente  |     |
| 4     | DEF   | Kardec         |     |
| 3     | DEF   | Eduardo Praes  |     |
| 7     | DEF   | Manuel Rosas   |     |
|       | DEF   | Elmer Mejía    | 70' |
| 20    | MED   | Juan Barrera   |     |
| 15    | MED   | Franklin López |     |
|       | MED   | Daniel         |     |
| 16    | MED   | Elvis Pinel    | 73' |
|       | MED   | Francisco Paz  |     |
| 10    | DEL   | Samuel Wilson  | 63' |
| D. T. | D. T. | Ramón Olivas   |     |

| 1     | POR   | Denis Espinoza       |     |
| 2     | DEF   | Luis Fernando Copete |     |
| 20    | DEF   | Donald Parrales      |     |
|       | DEF   | Alejandro Tapia      |     |
|       | DEF   | Jason Casco          |     |
| 16    | MED   | Bernardo Laureiro    | 61' |
|       | MED   | Jessie López         |     |
| 15    | MED   | Daniel Reyes         | 85' |
|       | MED   | Raúl Leguías         |     |
|       | DEL   | Erick Alcázar        | 75' |
|       | DEL   | Gerardo Arce         |     |
| D. T. | D. T. | Henry Urbina         |     |

| 90 | Defensa   | Félix Zeledón      | 63' |
|    | Defensa   | Cristian Gutiérrez | 70' |
|    | Delantero | Carlos Chavarría   | 73' |

| 32 | Delantero      | Xavier Dolmo    | 61' |
|    | Centrocampista | Axel Villanueva | 75' |
|    | Centrocampista | Deiver Cañate   | 85' |

| 36' | Jason Casco | 0:1 |

| 44' · 62' | Kardec Daniel |

| 18' · 58' · 61' · 68' · 78' | Luis Fernando Copete Josué Quijano Bernardo Laureiro Alejandro Tapia Raúl Leguías |

| 82' | Alejandro Tapia |

| Principal  | Franklin Jarquín |
| Asistentes | ?                |
|            | ?                |
| Cuarto     | ?                |

|                    |   |   |
| Tiros              | - | - |
| Tiros a puerta     | - | - |
| Faltas             | - | - |
| Saques de esquina  | - | - |
| Penaltis           | - | - |
| Fueras de juego    | - | - |
| Posesión del balón | % | % |

| Alineación inicial |

| 1     | POR   | Justo Lorente  |     |
| 4     | DEF   | Kardec         |     |
| 3     | DEF   | Eduardo Praes  |     |
| 7     | DEF   | Manuel Rosas   |     |
|       | DEF   | Elmer Mejía    | 70' |
| 20    | MED   | Juan Barrera   |     |
| 15    | MED   | Franklin López |     |
|       | MED   | Daniel         |     |
| 16    | MED   | Elvis Pinel    | 73' |
|       | MED   | Francisco Paz  |     |
| 10    | DEL   | Samuel Wilson  | 63' |
| D. T. | D. T. | Ramón Olivas   |     |

| 1     | POR   | Denis Espinoza       |     |
| 2     | DEF   | Luis Fernando Copete |     |
| 20    | DEF   | Donald Parrales      |     |
|       | DEF   | Alejandro Tapia      |     |
|       | DEF   | Jason Casco          |     |
| 16    | MED   | Bernardo Laureiro    | 61' |
|       | MED   | Jessie López         |     |
| 15    | MED   | Daniel Reyes         | 85' |
|       | MED   | Raúl Leguías         |     |
|       | DEL   | Erick Alcázar        | 75' |
|       | DEL   | Gerardo Arce         |     |
| D. T. | D. T. | Henry Urbina         |     |

| 90 | Defensa   | Félix Zeledón      | 63' |
|    | Defensa   | Cristian Gutiérrez | 70' |
|    | Delantero | Carlos Chavarría   | 73' |

| 32 | Delantero      | Xavier Dolmo    | 61' |
|    | Centrocampista | Axel Villanueva | 75' |
|    | Centrocampista | Deiver Cañate   | 85' |

| 36' | Jason Casco | 0:1 |

| 44' · 62' | Kardec Daniel |

| 18' · 58' · 61' · 68' · 78' | Luis Fernando Copete Josué Quijano Bernardo Laureiro Alejandro Tapia Raúl Leguías |

| 82' | Alejandro Tapia |

| Principal  | Franklin Jarquín |
| Asistentes | ?                |
|            | ?                |
| Cuarto     | ?                |

|                    |   |   |
| Tiros              | - | - |
| Tiros a puerta     | - | - |
| Faltas             | - | - |
| Saques de esquina  | - | - |
| Penaltis           | - | - |
| Fueras de juego    | - | - |
| Posesión del balón | % | % |

| Alineación inicial |

| 1     | POR   | Justo Lorente  |     |
| 4     | DEF   | Kardec         |     |
| 3     | DEF   | Eduardo Praes  |     |
| 7     | DEF   | Manuel Rosas   |     |
|       | DEF   | Elmer Mejía    | 70' |
| 20    | MED   | Juan Barrera   |     |
| 15    | MED   | Franklin López |     |
|       | MED   | Daniel         |     |
| 16    | MED   | Elvis Pinel    | 73' |
|       | MED   | Francisco Paz  |     |
| 10    | DEL   | Samuel Wilson  | 63' |
| D. T. | D. T. | Ramón Olivas   |     |

| 1     | POR   | Denis Espinoza       |     |
| 2     | DEF   | Luis Fernando Copete |     |
| 20    | DEF   | Donald Parrales      |     |
|       | DEF   | Alejandro Tapia      |     |
|       | DEF   | Jason Casco          |     |
| 16    | MED   | Bernardo Laureiro    | 61' |
|       | MED   | Jessie López         |     |
| 15    | MED   | Daniel Reyes         | 85' |
|       | MED   | Raúl Leguías         |     |
|       | DEL   | Erick Alcázar        | 75' |
|       | DEL   | Gerardo Arce         |     |
| D. T. | D. T. | Henry Urbina         |     |

| 90 | Defensa   | Félix Zeledón      | 63' |
|    | Defensa   | Cristian Gutiérrez | 70' |
|    | Delantero | Carlos Chavarría   | 73' |

| 32 | Delantero      | Xavier Dolmo    | 61' |
|    | Centrocampista | Axel Villanueva | 75' |
|    | Centrocampista | Deiver Cañate   | 85' |

| 36' | Jason Casco | 0:1 |

| 44' · 62' | Kardec Daniel |

| 18' · 58' · 61' · 68' · 78' | Luis Fernando Copete Josué Quijano Bernardo Laureiro Alejandro Tapia Raúl Leguías |

| 82' | Alejandro Tapia |

| Principal  | Franklin Jarquín |
| Asistentes | ?                |
|            | ?                |
| Cuarto     | ?                |

|                    |   |   |
| Tiros              | - | - |
| Tiros a puerta     | - | - |
| Faltas             | - | - |
| Saques de esquina  | - | - |
| Penaltis           | - | - |
| Fueras de juego    | - | - |
| Posesión del balón | % | % |

| Alineación inicial |

| 1     | POR   | Justo Lorente  |     |
| 4     | DEF   | Kardec         |     |
| 3     | DEF   | Eduardo Praes  |     |
| 7     | DEF   | Manuel Rosas   |     |
|       | DEF   | Elmer Mejía    | 70' |
| 20    | MED   | Juan Barrera   |     |
| 15    | MED   | Franklin López |     |
|       | MED   | Daniel         |     |
| 16    | MED   | Elvis Pinel    | 73' |
|       | MED   | Francisco Paz  |     |
| 10    | DEL   | Samuel Wilson  | 63' |
| D. T. | D. T. | Ramón Olivas   |     |

| 1     | POR   | Denis Espinoza       |     |
| 2     | DEF   | Luis Fernando Copete |     |
| 20    | DEF   | Donald Parrales      |     |
|       | DEF   | Alejandro Tapia      |     |
|       | DEF   | Jason Casco          |     |
| 16    | MED   | Bernardo Laureiro    | 61' |
|       | MED   | Jessie López         |     |
| 15    | MED   | Daniel Reyes         | 85' |
|       | MED   | Raúl Leguías         |     |
|       | DEL   | Erick Alcázar        | 75' |
|       | DEL   | Gerardo Arce         |     |
| D. T. | D. T. | Henry Urbina         |     |

| 90 | Defensa   | Félix Zeledón      | 63' |
|    | Defensa   | Cristian Gutiérrez | 70' |
|    | Delantero | Carlos Chavarría   | 73' |

| 32 | Delantero      | Xavier Dolmo    | 61' |
|    | Centrocampista | Axel Villanueva | 75' |
|    | Centrocampista | Deiver Cañate   | 85' |

| 36' | Jason Casco | 0:1 |

| 44' · 62' | Kardec Daniel |

| 18' · 58' · 61' · 68' · 78' | Luis Fernando Copete Josué Quijano Bernardo Laureiro Alejandro Tapia Raúl Leguías |

| 82' | Alejandro Tapia |

| Principal  | Franklin Jarquín |
| Asistentes | ?                |
|            | ?                |
| Cuarto     | ?                |

|                    |   |   |
| Tiros              | - | - |
| Tiros a puerta     | - | - |
| Faltas             | - | - |
| Saques de esquina  | - | - |
| Penaltis           | - | - |
| Fueras de juego    | - | - |
| Posesión del balón | % | % |

| Alineación inicial |

#### Final - Vuelta
| 1     | POR   | Denis Espinoza       |     |
| 2     | DEF   | Luis Fernando Copete |     |
| 3     | DEF   | Jessie López         |     |
| 14    | DEF   | Donald Parrales      |     |
| 4     | DEF   | Josué Quijano        |     |
| 5     | DEF   | Gerardo Arce         |     |
| 13    | MED   | Jason Casco          |     |
| 8     | MED   | Erick Alcázar        |     |
| 7     | MED   | Raúl Leguías         | 24' |
| 16    | DEL   | Bernardo Laureiro    | 66' |
| 15    | DEL   | Daniel Reyes         | 88' |
| D. T. | D. T. | ?                    |     |

| 1     | POR   | Justo Lorente       |     |
| 3     | DEF   | Eduardo Praes       |     |
| 6     | DEF   | Cristhian Gutiérrez |     |
| 7     | DEF   | Manuel Rosas        |     |
| 15    | MED   | Franklin López      |     |
| 19    | MED   | Daniel              |     |
| 10    | MED   | Juan Barrera        |     |
| 21    | MED   | Félix Rodríguez     | 63' |
| 14    | MED   | Rodrigo Valiente    | 78' |
| 11    | DEL   | Rudel Calero        | 84' |
| 10    | DEL   | Samuel Wilson       | 73' |
| D. T. | D. T. | ?                   |     |

| 7  | Centrocampista | Javier Dolmus    | 24' |
| 10 | Centrocampista | Axel Villanueva  | 66' |
| 17 | Centrocampista | Medardo Martínez | 88' |

| 16 | Centrocampista | Elvis Pinel      | 73' |
| 6  | Centrocampista | Elmer Mejía      | 78' |
| 9  | Delantero      | Carlos Chavarría | 84' |

| 23' · 31' | Javier Dolmus Jason Casco |

| 23' · 68' · 75' | Rodrigo Valiente Franklin López Cristhian Gutiérrez |

| Principal  | Óscar Dávila |
| Asistentes | ?            |
|            | ?            |
| Cuarto     | ?            |

|                    |   |   |
| Tiros              | - | - |
| Tiros a puerta     | - | - |
| Faltas             | - | - |
| Saques de esquina  | - | - |
| Penaltis           | - | - |
| Fueras de juego    | - | - |
| Posesión del balón | % | % |

| Alineación inicial |

| 1     | POR   | Denis Espinoza       |     |
| 2     | DEF   | Luis Fernando Copete |     |
| 3     | DEF   | Jessie López         |     |
| 14    | DEF   | Donald Parrales      |     |
| 4     | DEF   | Josué Quijano        |     |
| 5     | DEF   | Gerardo Arce         |     |
| 13    | MED   | Jason Casco          |     |
| 8     | MED   | Erick Alcázar        |     |
| 7     | MED   | Raúl Leguías         | 24' |
| 16    | DEL   | Bernardo Laureiro    | 66' |
| 15    | DEL   | Daniel Reyes         | 88' |
| D. T. | D. T. | ?                    |     |

| 1     | POR   | Justo Lorente       |     |
| 3     | DEF   | Eduardo Praes       |     |
| 6     | DEF   | Cristhian Gutiérrez |     |
| 7     | DEF   | Manuel Rosas        |     |
| 15    | MED   | Franklin López      |     |
| 19    | MED   | Daniel              |     |
| 10    | MED   | Juan Barrera        |     |
| 21    | MED   | Félix Rodríguez     | 63' |
| 14    | MED   | Rodrigo Valiente    | 78' |
| 11    | DEL   | Rudel Calero        | 84' |
| 10    | DEL   | Samuel Wilson       | 73' |
| D. T. | D. T. | ?                   |     |

| 7  | Centrocampista | Javier Dolmus    | 24' |
| 10 | Centrocampista | Axel Villanueva  | 66' |
| 17 | Centrocampista | Medardo Martínez | 88' |

| 16 | Centrocampista | Elvis Pinel      | 73' |
| 6  | Centrocampista | Elmer Mejía      | 78' |
| 9  | Delantero      | Carlos Chavarría | 84' |

| 23' · 31' | Javier Dolmus Jason Casco |

| 23' · 68' · 75' | Rodrigo Valiente Franklin López Cristhian Gutiérrez |

| Principal  | Óscar Dávila |
| Asistentes | ?            |
|            | ?            |
| Cuarto     | ?            |

|                    |   |   |
| Tiros              | - | - |
| Tiros a puerta     | - | - |
| Faltas             | - | - |
| Saques de esquina  | - | - |
| Penaltis           | - | - |
| Fueras de juego    | - | - |
| Posesión del balón | % | % |

| Alineación inicial |

| 1     | POR   | Denis Espinoza       |     |
| 2     | DEF   | Luis Fernando Copete |     |
| 3     | DEF   | Jessie López         |     |
| 14    | DEF   | Donald Parrales      |     |
| 4     | DEF   | Josué Quijano        |     |
| 5     | DEF   | Gerardo Arce         |     |
| 13    | MED   | Jason Casco          |     |
| 8     | MED   | Erick Alcázar        |     |
| 7     | MED   | Raúl Leguías         | 24' |
| 16    | DEL   | Bernardo Laureiro    | 66' |
| 15    | DEL   | Daniel Reyes         | 88' |
| D. T. | D. T. | ?                    |     |

| 1     | POR   | Justo Lorente       |     |
| 3     | DEF   | Eduardo Praes       |     |
| 6     | DEF   | Cristhian Gutiérrez |     |
| 7     | DEF   | Manuel Rosas        |     |
| 15    | MED   | Franklin López      |     |
| 19    | MED   | Daniel              |     |
| 10    | MED   | Juan Barrera        |     |
| 21    | MED   | Félix Rodríguez     | 63' |
| 14    | MED   | Rodrigo Valiente    | 78' |
| 11    | DEL   | Rudel Calero        | 84' |
| 10    | DEL   | Samuel Wilson       | 73' |
| D. T. | D. T. | ?                   |     |

| 7  | Centrocampista | Javier Dolmus    | 24' |
| 10 | Centrocampista | Axel Villanueva  | 66' |
| 17 | Centrocampista | Medardo Martínez | 88' |

| 16 | Centrocampista | Elvis Pinel      | 73' |
| 6  | Centrocampista | Elmer Mejía      | 78' |
| 9  | Delantero      | Carlos Chavarría | 84' |

| 23' · 31' | Javier Dolmus Jason Casco |

| 23' · 68' · 75' | Rodrigo Valiente Franklin López Cristhian Gutiérrez |

| Principal  | Óscar Dávila |
| Asistentes | ?            |
|            | ?            |
| Cuarto     | ?            |

|                    |   |   |
| Tiros              | - | - |
| Tiros a puerta     | - | - |
| Faltas             | - | - |
| Saques de esquina  | - | - |
| Penaltis           | - | - |
| Fueras de juego    | - | - |
| Posesión del balón | % | % |

| Alineación inicial |

| 1     | POR   | Denis Espinoza       |     |
| 2     | DEF   | Luis Fernando Copete |     |
| 3     | DEF   | Jessie López         |     |
| 14    | DEF   | Donald Parrales      |     |
| 4     | DEF   | Josué Quijano        |     |
| 5     | DEF   | Gerardo Arce         |     |
| 13    | MED   | Jason Casco          |     |
| 8     | MED   | Erick Alcázar        |     |
| 7     | MED   | Raúl Leguías         | 24' |
| 16    | DEL   | Bernardo Laureiro    | 66' |
| 15    | DEL   | Daniel Reyes         | 88' |
| D. T. | D. T. | ?                    |     |

| 1     | POR   | Justo Lorente       |     |
| 3     | DEF   | Eduardo Praes       |     |
| 6     | DEF   | Cristhian Gutiérrez |     |
| 7     | DEF   | Manuel Rosas        |     |
| 15    | MED   | Franklin López      |     |
| 19    | MED   | Daniel              |     |
| 10    | MED   | Juan Barrera        |     |
| 21    | MED   | Félix Rodríguez     | 63' |
| 14    | MED   | Rodrigo Valiente    | 78' |
| 11    | DEL   | Rudel Calero        | 84' |
| 10    | DEL   | Samuel Wilson       | 73' |
| D. T. | D. T. | ?                   |     |

| 7  | Centrocampista | Javier Dolmus    | 24' |
| 10 | Centrocampista | Axel Villanueva  | 66' |
| 17 | Centrocampista | Medardo Martínez | 88' |

| 16 | Centrocampista | Elvis Pinel      | 73' |
| 6  | Centrocampista | Elmer Mejía      | 78' |
| 9  | Delantero      | Carlos Chavarría | 84' |

| 23' · 31' | Javier Dolmus Jason Casco |

| 23' · 68' · 75' | Rodrigo Valiente Franklin López Cristhian Gutiérrez |

| Principal  | Óscar Dávila |
| Asistentes | ?            |
|            | ?            |
| Cuarto     | ?            |

|                    |   |   |
| Tiros              | - | - |
| Tiros a puerta     | - | - |
| Faltas             | - | - |
| Saques de esquina  | - | - |
| Penaltis           | - | - |
| Fueras de juego    | - | - |
| Posesión del balón | % | % |

| Alineación inicial |

| Campeón CD Walter Ferretti 5º título |